# Мосальский, Юрий Тимофеевич
Юрий Тимофеевич Мосальский (ум. до 1561) — князь, королевский дворянин (1524).
Сын князя Тимофея Владимировича Мосальского и Духны (Анна) Семёновны Сапеги.

## Биография
В 1505 году вместе с братьями и матерью получил подтвердительную королевскую грамоту на владение имением Друи. 
В 1523 году поделился имениями с братьями Петром и Иваном. В 1524 году приобрёл имение Собутевщину в Полоцком уезде. В том же году получил от короля Сигизмунда I привилегию на беспошлинное плавание своих судов по рекам Дисне н Саре. С 1528 года был обязан в случае войны выставить "трёх коней". 
В 1533 году имел судебное разбирательство с Сапегой, а в 1541—1546 годах с князьями Друцкими-Соколинскими. В 1546 году купил имение в Полоцком воеводстве. В 1557 году записал на свою жену Анну Друцкую-Соколинскую, постригшейся в монахини, 1/3 своих имений.

## Семья
Был женат на Анне Ивановне Друцкой-Соколинской, дочери князя Ивана Семёновича Друцкого-Соколинского (ум. ок. 1524). После смерти мужа приняла монашество и была впоследствии игуменьей монастыря в Киеве.
Дети:
- Иван (ум. 1588), умер бездетным
- Василиса, первый муж князь Аврам Фёдорович Друцкой-Горский, второй муж Ян Волосецкий
- Марина, первый муж Павел Нарушевич, второй муж королевский коморник Матвей Иванович Нарбут